# Bosbesdwergspanner
De bosbesdwergspanner (Pasiphila debiliata, synoniemen: Rhinoprora debiliata, Chloroclystis debiliata) is een nachtvlinder uit de familie van de spanners (Geometridae). 

## Kenmerken
De voorvleugellengte bedraagt tussen de 9 en 11 mm. De grondkleur van de voorvleugels is licht grijsgroen. De soort is zwakker getekend dan andere soorten Pasiphila. Het buitenste lichte dwarslijntje vertoont aan de costa maar geringe buiging. Over de vleugels lopen twee rijen zwarte puntjes als dwarslijnen. De achtervleugels zijn lichtgrijs.

## Levenscyclus
De bosbesdwergspanner gebruikt blauwe bosbes en rijsbes als waardplanten. De rups is te vinden van eind april tot in juni. De soort overwintert als ei. Er is jaarlijks een generatie die vliegt van juni tot in augustus.

## Voorkomen
De soort komt verspreid over Europa noordelijk van de Alpen voor. De bosbesdwergspanner is in Nederland en België een zeldzame soort. 